# Maishofen
Maishofen là một đô thị ở huyện Zell am See (vùng Pinzgau), trong bang Salzburg ở nước Áo. Đô thị này có diện tích 29,5 km², dân số năm 2001 là 768 người.